# میران‌پور، سند
میران‌پور (به انگلیسی: Miranpur) یک روستا در پاکستان است که در ایالت سند واقع شده‌است. میران‌پور ۵٫۰۰ کیلومتر مربع مساحت و ۱٬۵۰۰ نفر جمعیت دارد و ۱۳٫۴۱ متر بالاتر از سطح دریا واقع شده‌است.